# Verrey-sous-Drée
Verrey-sous-Drée ist eine französische Gemeinde mit 96 Einwohnern (Stand 1. Januar 2022) im Département Côte-d’Or in der Region Bourgogne-Franche-Comté (vor 2016 Bourgogne). Sie gehört zum Arrondissement Dijon und zum Kanton Talant.

## Geographie
Verrey-sous-Drée liegt etwa 35 Kilometer westsüdwestlich von Dijon. Die Gemeinde wird umgeben von Saint-Hélier im Norden, Bussy-la-Pesle im Osten, Drée im Süden, Saint-Mesmin im Südwesten und Westen sowie Chevannay im Nordwesten.

## Siehe auch

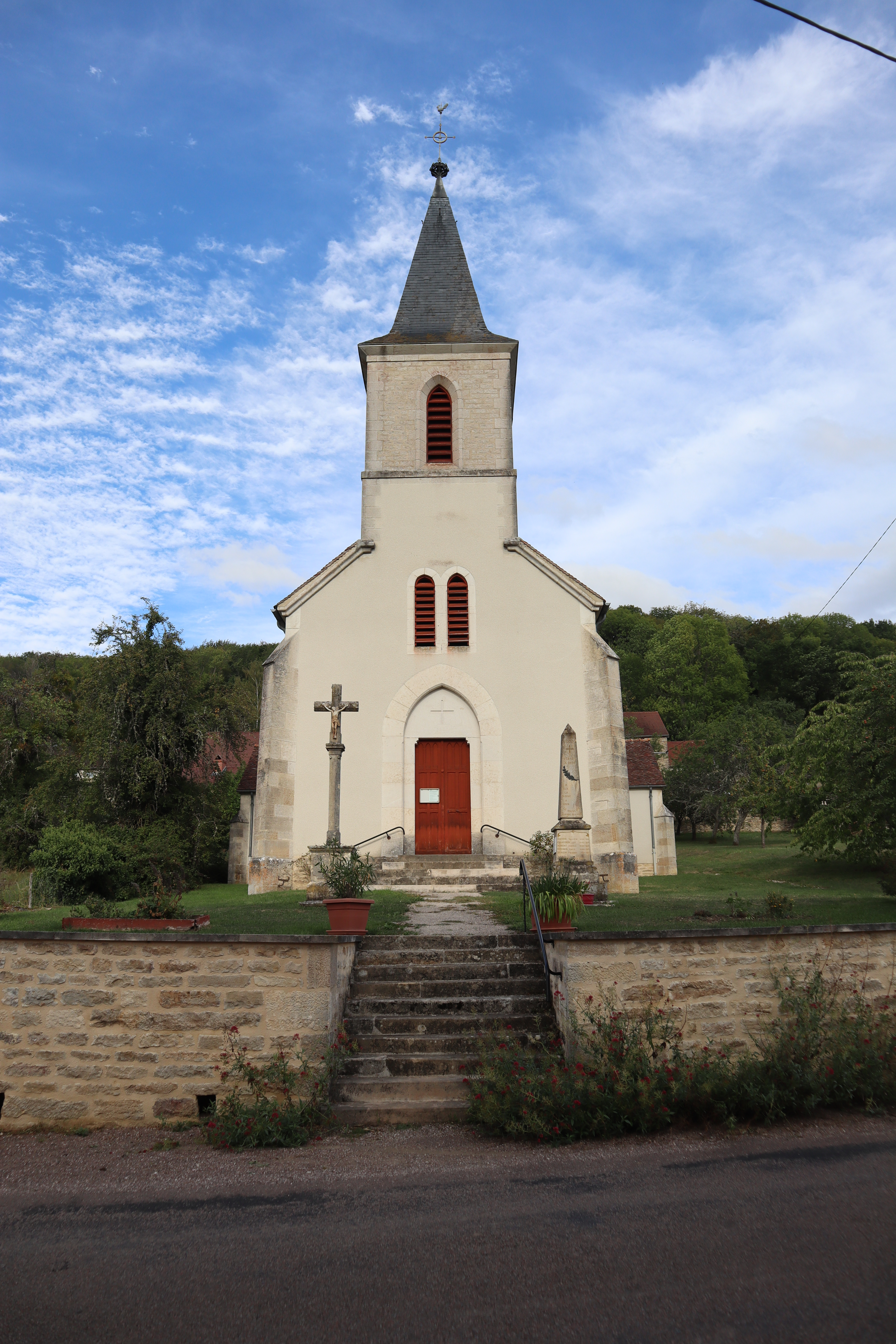
Kirche Saint-Maurice et Saint-Seine

## Bevölkerungsentwicklung
| Jahr                       | 1962 | 1968 | 1975 | 1982 | 1990 | 1999 | 2006 | 2013 | 2019 |
| Einwohner                  | 54   | 47   | 49   | 55   | 66   | 52   | 46   | 67   | 81   |
| Quellen: Cassini und INSEE |      |      |      |      |      |      |      |      |      |